# Bernardka
Bernardka je žensko osebno ime.

## Izvor imena
Ime Bernardka je  različica imena Bernarda.

## Pogostost imena
Po podatkih Statističnega urada Republike Slovenije je bilo na dan 31. decembra 2007 v Sloveniji 790 oseb z imenom Bernardka.

## Osebni praznik
Bernardka praznuje god 16. aprila.

## Zanimivost
Zelo znana je Sveta Bernardka iz francoskega mesta Lurd, deklica, kateri se je leta 1858 osemnajstkrat prikazala Marija. Kraj prikazovanja je sedaj ena najbolj obiskanih božjih poti na svetu.
Marta Stopar (s. Bernardka) (1938—2015), vrhovna predstojnica kongregacije Šolskih sester (Rim)